# DO-して
『DO-して』（どうして）は、1993年7月1日に、ワーナーミュージック・ジャパンからリリースされた桜っ子クラブさくら組（桜っ子クラブさくら組♥加藤紀子&さくら組名義）の2枚目のシングルである。

## 概要
テレビ朝日系アニメ『クレヨンしんちゃん』の3代目エンディングテーマに使用された。
前作『なにがなんでも』から約7か月を置いてのシングルで、東芝EMI／EASTWORLDからワーナーミュージック・ジャパン移籍後初となるシングルである。

## 収録曲
| 全作詞: 西脇唯、全作曲: 斉藤英夫、全編曲: 新川博。 |                                   |        |            |      |
| #                                                  | タイトル                          | 作詞   | 作曲・編曲 | 時間 |
| 1.                                                 | 「DO-して」(桜っ子クラブさくら組) | 西脇唯 | 斉藤英夫   | 3:48 |
| 2.                                                 | 「DO-して」(加藤紀子&さくら組)    | 西脇唯 | 斉藤英夫   | 3:48 |
| 3.                                                 | 「DO-して」(カラオケ)             | 西脇唯 | 斉藤英夫   | 3:44 |
| 合計時間:                                          | 合計時間:                         | 11:20  |            |      |

## 歌唱メンバー
- 秋元彩香
- 井上晴美
- 加藤紀子
- 菅野美穂
- 北川裕子
- 春原由紀
- 持田真樹
- 山内麻椰

## 収録作品
| 収録アルバム                                                                     | 発売日                         | 規格品番                       | 備考                                                       |
| 桜っ子クラブさくら組バージョン                                                   | 桜っ子クラブさくら組バージョン | 桜っ子クラブさくら組バージョン | 桜っ子クラブさくら組バージョン                             |
| -------------------------------------------------------------------------------- | ------------------------------ | ------------------------------ | ---------------------------------------------------------- |
| 『クレヨンしんちゃん』                                                           | 1993年8月10日                  | WPCL-783                       | テレビ朝日系アニメ『クレヨンしんちゃん』のサウンドトラック |
| 『おてんこもり テレビ朝日系アニメ「クレヨンしんちゃん」テーマソング集』          | 1996年2月10日                  | WPC6-8172                      | テレビ朝日系アニメ『クレヨンしんちゃん』の主題歌集         |
| 『ザ・ミレニアム・オブ クレヨンしんちゃん ベスト・ヒット・シングル・ヒストリー』 | 2000年12月21日                 | KICA-1243                      | テレビ朝日系アニメ『クレヨンしんちゃん』の主題歌集         |
| 『クレヨンしんちゃん スーパー・ベスト30曲入りだゾ』                              | 2003年2月21日                  | COCX-32115/6                   | テレビ朝日系アニメ『クレヨンしんちゃん』の主題歌集         |
| 『クレヨンしんちゃん TV・映画 主題歌集だゾ』                                     | 2009年1月21日                  | COCX-35371/2                   | テレビ朝日系アニメ『クレヨンしんちゃん』の主題歌集         |
| 『プリッと!こんぷりーと クレヨンしんちゃん30周年記念テーマソング集』             | 2022年11月30日                 | COCX-41902/5                   | テレビ朝日系アニメ『クレヨンしんちゃん』の主題歌集         |
| 加藤紀子&さくら組バージョン                                                      |                                |                                |                                                            |
| 『de beaux』                                                                     | 1994年3月10日                  | WPCL-814                       | 加藤紀子のオリジナル・アルバム                             |